# Neißeaue
Neißeaue (obersorbisch Nysowa łučina) ist die östlichste Gemeinde Deutschlands. Sie liegt im sächsischen Landkreis Görlitz in der Oberlausitz zwischen der Kleinstadt Rothenburg/Oberlausitz und der Kreisstadt Görlitz an der Grenze zu Polen. Die Gemeinde mit Sitz im Ortsteil Groß Krauscha gehört zum Verwaltungsverband Weißer Schöps/Neiße.

## Geographie

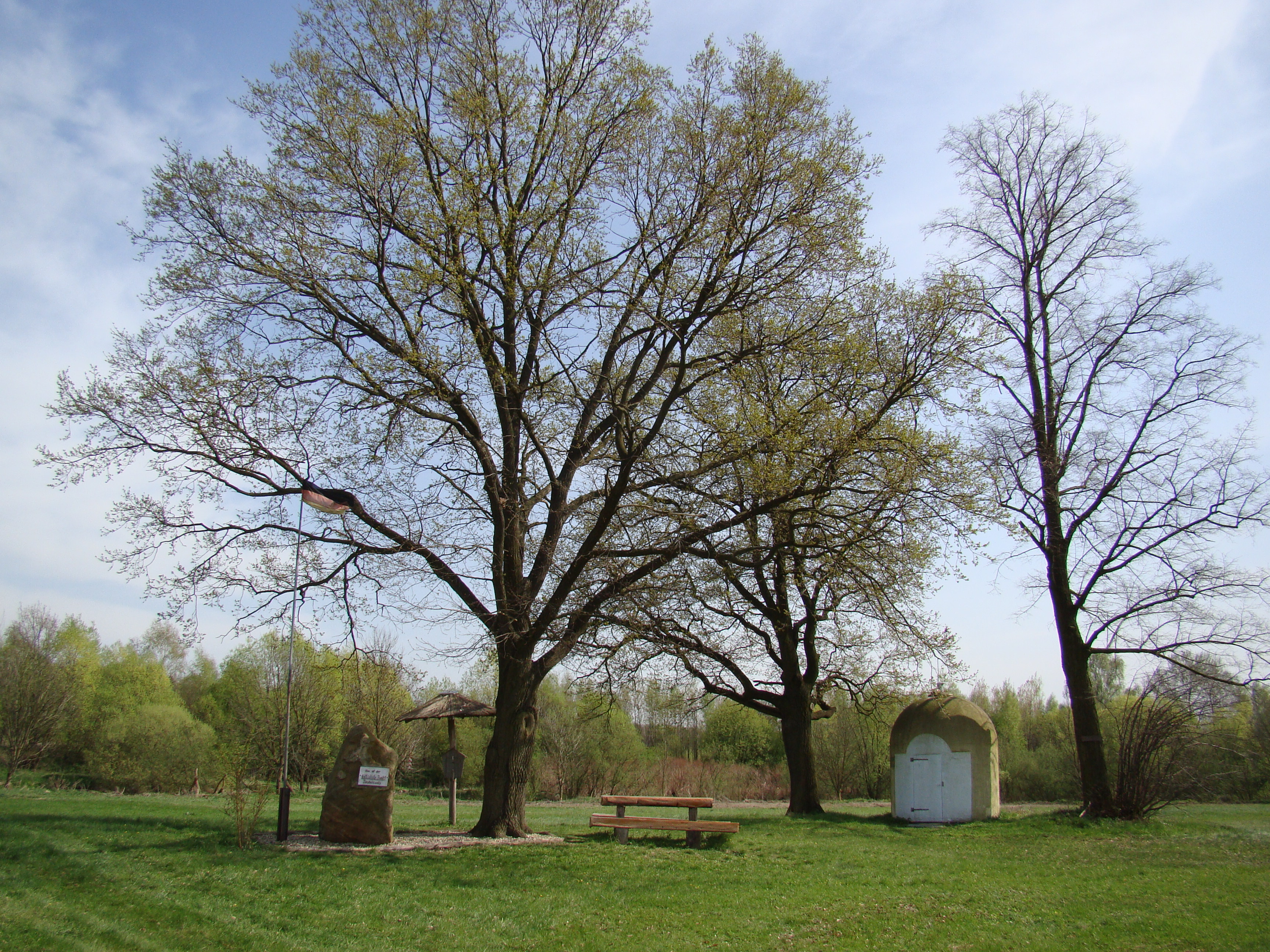
Östlichster Punkt Deutschlands zwischen den Ortsteilen Deschka und Zentendorf

### Geographische Lage
Neißeaue liegt im äußersten Osten des Landkreises in einem waldreichen Gebiet im Neißetal. Sie befindet sich etwa 10 km nördlich von Görlitz und 10 km südöstlich von Niesky. In den heutigen Grenzen Deutschlands liegen Zentendorf, Deschka und Zodel als einzige Orte (etwa 2 km) östlich des 15. Längengrades. Da dieser eine Zeitdifferenz von genau +1 Stunde zum Nullmeridian in Greenwich markiert, entspricht hier die wahre Ortszeit der Mitteleuropäischen Zeit.
Zwischen den Ortsteilen Deschka und Zentendorf befindet sich in einer Flussschleife der Neiße der östlichste Punkt Deutschlands (51° 16′ 22″ N, 15° 2′ 31″ O). Zentendorf ist die östlichste Ortschaft Deutschlands.
Umgebende Gemeinden sind die Stadt Rothenburg/O.L. im Norden, Horka im Nordwesten, Kodersdorf im Westen, Schöpstal im Südwesten und die Stadt Görlitz im Süden. Auf polnischer Neißeseite grenzt nur die Stadt- und Landgemeinde Pieńsk (Penzig) an.

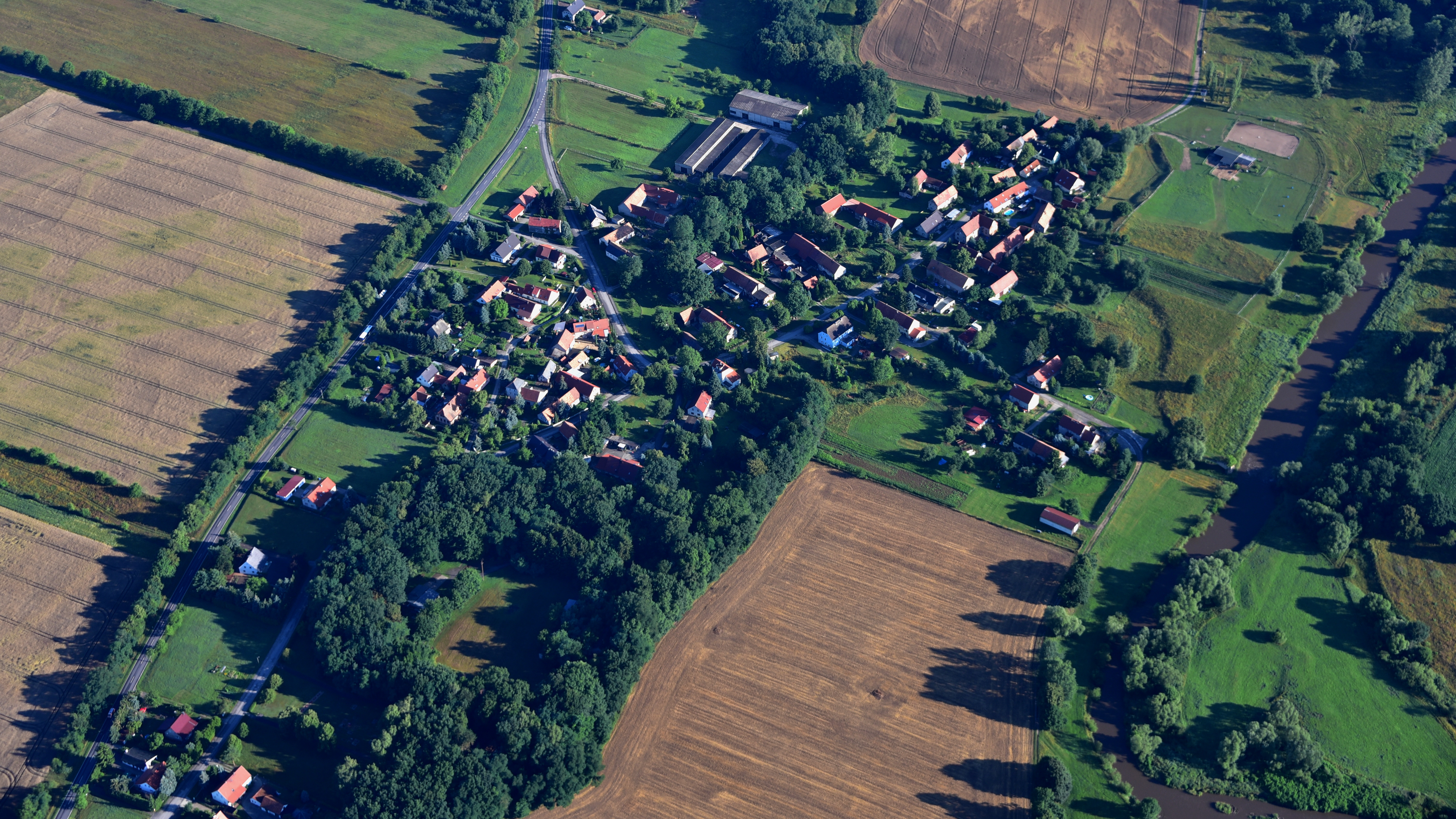
Neißeaue, Zentendorf, Luftaufnahme (2017)

### Gemeindegliederung
Die Gemeinde Neißeaue wurde zum 1. Juli 1995 als eine politisch-wirtschaftliche Verwaltungseinheit neu gebildet. Ihre Vorgängergemeinden waren Groß Krauscha (mit Neu Krauscha), Kaltwasser (mit Klein Krauscha) und Zodel. Emmerichswalde wurde dabei als eigener Ortsteil aus dem Ortsteil Groß Krauscha herausgelöst. Zum 1. Januar 1999 wurde die Gemeinde Deschka (mit Zentendorf) eingegliedert.
Im Juni 2018 waren die Einwohnerzahlen wie folgt:
| Ortsteil       | Einwohner |
| -------------- | --------- |
| Deschka        | 273       |
| Emmerichswalde | 13        |
| Groß Krauscha  | 338       |
| Kaltwasser     | 223       |
| Klein Krauscha | 87        |
| Neu Krauscha   | 101       |
| Zentendorf     | 150       |
| Zodel          | 539       |
| Gesamt         | 1.724     |

## Geschichte
Der größte Ortsteil ist Zodel, er wurde um 1325 als Zcodel urkundlich erwähnt. Groß Krauscha wurde bereits rund zehn Jahre früher um 1315 als (de) Crushin urkundlich erwähnt. Der Ortsteil Kaltwasser wurde 1372 als Kaldenwasser und Klein Krauscha wurde als minori Krusche 1401 urkundlich erwähnt. Deschka findet sich 1357 zuerst als Personenname Pecz Theskow.
Von 1377 bis 1396 gehörte die Region zum Herzogtum Lausitz und von 1635 bis zum Jahr 1815 zum Kurfürstentum Sachsen (ab 1806 Königreich Sachsen). Infolge des Wiener Kongresses kamen die Orte an Preußen und wurden 1816 der Provinz Schlesien zugeordnet. Dabei verlief die Grenze zwischen den Landkreisen Rothenburg und Görlitz durch die heutige Gemeinde; Kaltwasser und Klein Krauscha gehörten zum Rothenburger, die restlichen Orte zum Görlitzer Kreis.
Nach dem Zweiten Weltkrieg gehörten die Orte von 1945 bis 1952 wieder zum Land Sachsen. Durch die Verwaltungsreform von 1952 kamen Kaltwasser und Klein Krauscha zum Kreis Niesky, die restlichen Orte zum Kreis Görlitz (beide Bezirk Dresden). Seit 1990 gehören die Orte wieder zu sächsischen Landkreisen, mit der Gründung des Niederschlesischen Oberlausitzkreises am 1. August 1994 waren sie erstmals in einem gemeinsamen Landkreis.

## Politik

### Gemeinderat
Seit der Gemeinderatswahl am 9. Juni 2024 verteilen sich die Sitze des Gemeinderates folgendermaßen auf die einzelnen Gruppierungen:
- Freie Liste Neißeaue (FLN): 4 Sitze (± 0)
- Zukunft Neißeaue (ZN): 3 Sitze (+ 3)
- Bürgerinitiative „Kein Giftmüll in der Neißeaue“ (BI): 1 Sitz (− 2)
- Freunde der FF Zodel (FFZ): 1 Sitz (± 0)

| Gemeinderat ab 2024Insgesamt 9 Sitze - FLN: 4 - ZN: 3 - Bi: 1 - FFZ: 1 | Liste                                            | 2024   | 2024   | 2019   | 2019   | 2014   | 2014   |
| Gemeinderat ab 2024Insgesamt 9 Sitze - FLN: 4 - ZN: 3 - Bi: 1 - FFZ: 1 | Liste                                            | Sitze  | in %   | Sitze  | in %   | Sitze  | in %   |
| Gemeinderat ab 2024Insgesamt 9 Sitze - FLN: 4 - ZN: 3 - Bi: 1 - FFZ: 1 | Freie Liste Neißeaue                             | 4      | 45,9   | 4      | 52,4   | –      | –      |
| Gemeinderat ab 2024Insgesamt 9 Sitze - FLN: 4 - ZN: 3 - Bi: 1 - FFZ: 1 | Zukunft Neißeaue                                 | 3      | 30,9   | –      | –      | –      | –      |
| Gemeinderat ab 2024Insgesamt 9 Sitze - FLN: 4 - ZN: 3 - Bi: 1 - FFZ: 1 | Bürgerinitiative „Kein Giftmüll in der Neißeaue“ | 1      | 13,0   | 3      | 35,3   | 2      | 20,9   |
| Gemeinderat ab 2024Insgesamt 9 Sitze - FLN: 4 - ZN: 3 - Bi: 1 - FFZ: 1 | Freunde der FF Zodel                             | 1      | 10,2   | 1      | 12,4   | 3      | 21,5   |
| Gemeinderat ab 2024Insgesamt 9 Sitze - FLN: 4 - ZN: 3 - Bi: 1 - FFZ: 1 | 94/Deschka                                       | –      | –      | –      | –      | 3      | 22,8   |
| Gemeinderat ab 2024Insgesamt 9 Sitze - FLN: 4 - ZN: 3 - Bi: 1 - FFZ: 1 | Bürger für Neißeaue                              | –      | –      | –      | –      | 2      | 20,5   |
| Gemeinderat ab 2024Insgesamt 9 Sitze - FLN: 4 - ZN: 3 - Bi: 1 - FFZ: 1 | CDU                                              | –      | –      | –      | –      | 2      | 14,3   |
| Gemeinderat ab 2024Insgesamt 9 Sitze - FLN: 4 - ZN: 3 - Bi: 1 - FFZ: 1 | Wahlbeteiligung                                  | 73,4 % | 73,4 % | 70,1 % | 70,1 % | 60,5 % | 60,5 % |

### Bürgermeister
Seit dem 1. Dezember 2020 ist Per Wiesner Bürgermeister der Gemeinde Neißeaue. Er setzte sich im zweiten Wahlgang der Bürgermeisterwahl am 11. Oktober 2020 gegen Ewald Ernst durch. Seine Amtsvorgängerin Evelin Bergmann hatte ihre Kandidatur aufgrund ihres Abschneidens im ersten Wahldurchgang zurückgezogen.
| Wahl | Bürgermeister   | Vorschlag            | Wahlergebnis (in %) |
| ---- | --------------- | -------------------- | ------------------- |
| 2020 | Per Wiesner     | Freie Liste Neißeaue | 57,3                |
| 2013 | Evelin Bergmann | WV BI                | 68,2                |
| 2006 | Ewald Ernst     | Ernst                | 55,3                |
| 2002 | Hermann Walter  | Dr. Walter           | 57,7                |

Bei der Landtagswahl in Sachsen 2019 entfiel fast die Hälfte der Stimmen (Erststimme 49,5 %; Zweitstimme 48,4 %) auf die AfD. Bei der Bundestagswahl 2021 kam die AfD in Neißeaue auf 51,3 % der Erst- und 47,4 % der Zweitstimmen. Bei der Europawahl 2024 kam die AfD in Neißeaue auf 56 % der Stimmen.

## Gemeindepartnerschaft
Neißeaue unterhält eine Partnerschaft mit der polnischen Gemeinde Pieńsk, die sich am gegenüberliegenden Neißeufer befindet. Diese Partnerschaft nahm ihren Anfang, als im Jahr 1992 eine gemeinsame Kläranlage geplant und 1994 schließlich in Pieńsk gebaut wurde. Im August 2000 wurde diese Partnerschaft mittels eines Partnerschaftsvertrags gefestigt, mit dem auch die kulturelle und wirtschaftliche Zusammenarbeit verstärkt werden soll. Beim jährlichen Brückenfest verbindet eine Brücke dabei ein Wochenende lang beide Gemeinden.

## Sehenswürdigkeiten
- Kulturinsel Einsiedel bei Zentendorf
- Gotische Evangelische Kirche in Zodel
- Traugott-Gerber-Museum
- Vogelpark Deschka
- Wurzelpark
- Östlichster Punkt Deutschlands zwischen Deschka und Zentendorf

### Naturschutz
- Siehe auch: Liste der Naturdenkmale in Neißeaue

## Verkehr
Die Bundesautobahn 4 verläuft einige Kilometer südlich der Gemeinde, von der sie über die Anschlussstellen Kodersdorf oder Görlitz (ca. 6 km) zu erreichen ist. Entlang der Neiße verläuft die Staatsstraße S 127 von Bad Muskau über Rothenburg/O.L. nach Görlitz. Nahe Groß Krauscha und Klein Krauscha führt die Bahnstrecke Berlin–Görlitz, nahe Zentendorf die Bahnstrecke Węgliniec–Roßlau über das Gemeindegebiet. An keiner von beiden besteht jedoch für Neißeaue eine Station. Die nächstgelegene Haltestelle befindet sich in der Gemeinde Kodersdorf, Ortsteil Kodersdorf–Bahnhof, an der Bahnstrecke Berlin–Görlitz, ca. 5 km Wegstrecke vom Hauptort Groß Krauscha.

## Wirtschaft

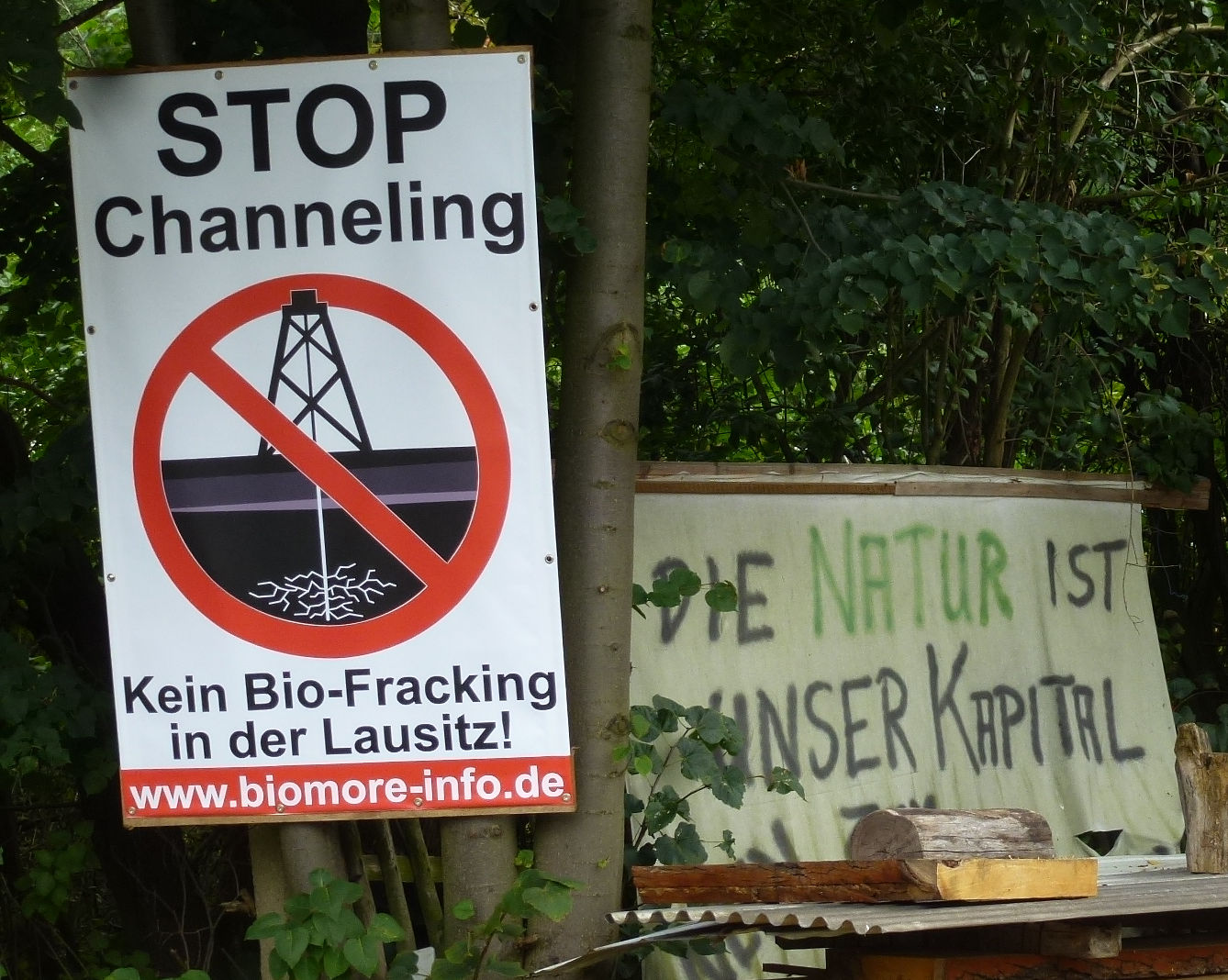
Protest gegen Fracking

Auf dem Gebiet der Gemeinde werden Probebohrungen durchgeführt, um die Kupfergewinnung per Fracking zu erkunden. Die Lausitzer Initiative gegen Rohstoffpiraterie spricht sich dagegen aus.

## Persönlichkeiten
Der Mediziner und Botaniker Traugott Gerber wurde im Januar 1710 in Zodel geboren. Nach ihm wurde die Gerbera benannt.
Ebenfalls in Zodel ist der Fußballer Torsten Gütschow (* 1962) aufgewachsen. Er spielte für Dynamo Dresden in der DDR-Oberliga und in der Bundesliga und absolvierte drei Länderspiele für die Nationalmannschaft der DDR.